# Sainte-Léocadie
Sainte-Léocadie (in catalano Santa Llocaia) è un comune francese di 143 abitanti situato nel dipartimento dei Pirenei Orientali nella regione dell'Occitania.

## Geografia fisica

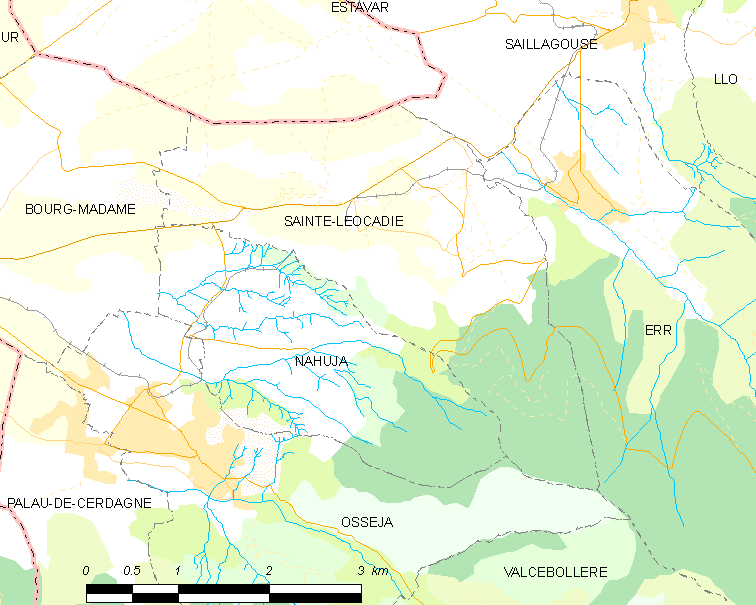
Posizione di Sainte-Léocadie

Fa parte della regione storica nota come Cerdagna.

## Storia

### Simboli
Nello stemma è raffigurata santa Leocadia, patrona del comune, e sullo sfondo i pali d'Aragona.

## Società

### Evoluzione demografica
Abitanti censiti